# Ефески сабор
Ефески сабор, или Трећи васељенски сабор (стгрч. Σύνοδος τῆς Ἐφέσου), свецрквени је сабор одржан од јуна до јула 431. године у античком Ефесу, Римско царство, по налогу римског цара Теодосија II. Сазван је да би се разрешио христолошки спор који су водили цариградски патријарх Несторије и александријски епископ Кирил са својим присталицама, око увођења назива „Богородица” за Марију, Исусову мајку.
Супротстављене стране су се међусобно екскомуницирале, али је Кирил 433. године ипак успео да натера умерене несторијанце да прихвате његов назив Теотокос (Богородица) као и његове назоре који су се тицали сједињења две Христове природе у једну личност.

## Прилике уочи сабора
Несторије се, као представник антиохијске школе, успротивио увођењу новог назива „Богородица” (гр: Θεοτόκος Теотокос) за Марију, Исусову мајку. Несторије је уместо тога користио назив „Христородица” (гр: Χριστοτόκος Христотокос), сматрајући да он укључује и Христово човештво. Говорио је да Марију треба називати Христородицом, јер је родила Христа (Месију, помазаника).
Због овога су га његови противници оптужили да подразумева две личности у Христу, човечију и божју. Његов главни противник у то време, Кирил Александријски, га је побијао формулацијом: „Јединствена природа оваплоћеног Логоса”, којом објашњава природу Христа.
Кирил 430. године шаље Несторију Дванаест анатематизама, несторијевих теолошких мишљења која побија, сматрајући изопштеним од Цркве сваког ко би одбацио било коју од тачака. Несторије одбацује Кирилове Анатемизме, и пише својих дванаест тачака, предајући анатеми, тј. искључењу од Цркве, свакога ко их не би признао.
Поред христолошке дебате, остали фактори од утицаја на сукоб су били: ривалство између седишта у Александрији и Антиохији, царев утицај на седиште у Цариграду и патријаршијско првенство римског епископа. Борба између Несторија, којег је подржавао Цар Теодосије II и Кирила, којег је подржавао римски епископ Целестин I, била је истовремено и борба за престиж између епископских седишта у Антиохији и Александрији.
Кирил се обратио цару Теодосију, и његовој побожној сестри Пулхерији, тражећи да се укључе у решавање црквених проблема. Цар Теодосије II је био приморан да ради решавања спорног питања 431. сазове општи црквени сабор. За место одржавања Трећег васељенског сабора, изабран је град Ефес, у коме је Марија некада боравила, и била посебно обожавана, а назив „Теотокос” јако популаран. Кирил је окупио египатске епископе и са њима на лађама кренуо пут Ефеса. Копном су се из Антиохије запутили источни епископи на челу са антиохијским архиепископом Јованом. Римски епископ Св. Целестин није могао доћи, па је послао двојицу епископа и презвитера Филипа. У Ефес су такође дошли и Несторије и епископи цариградске области, као и епископи из Палестине, Мале Азије и са Кипра.
Владика скадарски Сенека и драчки Евхарије били су на Ефеском сабору 431. године.

## Ток сабора
Дана 22. јуна 431. године у цркви Дјеве Марије, испред које бејаху окупљени они који поштоваше Марију као Богородицу, сабрали су се епископи, предвођени александријским епископом Кирилом и ефеским епископом Мемноном. Кирил је одмах преузео сабор, отварајући дебату пре но што су стигли представници Антиохије, који су каснили. Истог дана, сабор је осудио Несторијево учење и озваничио израз Богородица, а Несторије је лишен свештеничког чина и проглашен јеретиком.
Сабор је осудио још и учење монаха Пелагија, да се човек може спасти сопственим снагама. Сабор је имао још неколико заседања, на којима су у шест правила изложене мере које ће се предузети према ономе ко одбаци одлуке сабора. Такође је решио нека питања црквеног управљања, и упутио посланице епископима који нису учествовали на Сабору, обавештавајући их о донетим одлукама. Одлуке Сабора је потписало сто шездесет учесника.

## Одлуке сабора
На првој седници сабора, одржаној 22. јуна, и користећи одсуство Несторија који је одбио да се појави све док његов пријатељ патријарх Јован Антиохијски није стигао у Ефес, они су осудили несторијанску доктрину као погрешну (канон 2 до 5), одређујући да је Христос у истоветној природи са својом природом. Исто тако, одредио је божанско материнство Марије. Кирил је такође успео да сачини декрет којим је свргнут и изопштен Несторије одобрен.

### Канони
Одобрено је осам канона:
- Канони 1-5 осудили су Несторија и Целестија (заговорника учења о пелагијанству) и њихове следбенике као јеретике.
- Канон 6 је одредио одлагање са свештеничке столице или екскомуникацију за оне који нису прихватили одлуке сабора.
- Канон 7 је осудио свако одступање од вере установљене на Првом Никејском сабору (325), посебно излагање свештеника Харисија.
- Канон 8 је осудио мешање антиохијског епископа у послове Цркве на Кипру и одредио уопштено да ниједан епископ не сме да преузме контролу над било којом покрајином која до сада није, од почетка, била под његовом или оном његових претходника [...] како се не би прекршили канони отаца.

Иако је цар Теодосије био присталица Несторија, одлучио је да потврди одредбе сабора. Папа Целестин је умро 27. јула 431. године, али је његов наследник Сиксто ИИИ дао папску потврду за радње сабора.

## Последице сабора
У наредним месецима, смењено је 17 епископа који су подржавали Несторија. 3. августа 435. Теодосије II, под утицајем сестре Пулхерије издаје царски едикт којим протерује Несторија у манастир у Великој Оази Хибиса у горњем Египту, под Кириловим надлештвом. Несторије у том манастиру остаје да живи наредних 16 година, све до своје смрти, 451. године. Овај сукоб са Несторијевим присталицама је одвео одвајању Асирске цркве истока од Православне цркве.
Иако је на сабору потврђен израз Богородица, није до краја разрешено питање односа божанске и човечје природе Христа, те је Ефешком собору убрзо уследио Четврти Васељенски Сабор у Халкедону 451. који је одбацио Кирилову формулацију „Јединствена природа оваплоћеног Логоса” као неправоверну. Монофизити су наставили да прихватају ову формулацију у смислу да Исус има само једну природу, и то Божју, што је водило њиховом непризнавању одлука Халкедонског сабора.